# Folk Jazz (Album)
Folk Jazz (Untertitel Folk Songs in Modern Jazz Dress) ist ein Jazzalbum des Klarinettisten und Komponisten Bill Smith. Die Aufnahmen entstanden am 16. Februar und 4. November 1959 im Contemporary-Studio in Los Angeles und erschienen 1961 auf Contemporary Records. In um zwei Alternate Takes erweiterter Form legte Original Jazz Classics das Album 2003 in einer limitierten Serie neu auf.

## Hintergrund
Der Klarinettist Bill Smith wurde ab 1960 an der Westküste der USA bekannt, als er bei Aufnahmen des Dave Brubeck Quartet mitwirkte, nachdem er kurzzeitig Paul Desmond ersetzt hatte, zu hören auf LPs wie Brubeck a la Mode und Near Myth, letzteres mit Kompositionen von Bill Smith. Im Jahr zuvor spielte Smith mit seinem klavierlosen Quartett mit Jim Hall an der Gitarre, Monty Budwig am Bass und Shelly Manne am Schlagzeug 1959 zehn Titel aus der Folk-Tradition ein, darunter die Spirituals Nobody Knows the Trouble I’ve Seen und Go Down Moses, das englische Volkslied Greensleeves, der Folksong Black Is the Color (of My True Love’s Hair) und der Worksong John Henry.

## Titelliste

### Original-LP (1961)
- The Bill Smith Quartet – Folk Jazz (Contemporary Records – M3591)[2]

A1 A-Roving, 4:12

A2 Greensleeves, 4:56

A3 Nobody Knows the Trouble I’ve Seen, 3:34

A4 John Henry, 4:18

A5 Wayfaring Stranger, 4:20
B1 Three Blind Mice, 3:28

B2 Go Down, Moses, 6:41

B3 Blow the Man Down, 3:35

B4 Black Is the Color of My True Love’s Hair, 4:10

B5 Reuben, Reuben, 3:30

### CD-Edition (2001)
- The Bill Smith Quartet: Folk Jazz (Original Jazz Classics OJCCD-1956-2, Contemporary Records S-7591)[3]

1. A-Roving, 4:12
2. Greensleeves, 5:00
3. Nobody Knows The Trouble I’ve Seen, 3:35
4. John Henry, 4:18
5. Wayfaring Stranger, 4:21
6. Three Blind Mice, 3:27
7. Go Down, Moses, 6:44
8. Blow the Man Down, 3:34
9. Black Is the Color of My True Love’s Hair, 4:10
10. Reuben, Reuben, 3:30
11. Nobody Knows the Trouble I’ve Seen (Alt. Take 1), 5:50
12. Reuben, Reuben (Alt. Take 14), 3:49

## Rezeption
Stewart Mason vergab an das Album in AllMusic 4½ (von fünf) Sterne und meinte, im 1959 entstandenen Album  Folk Jazz trafen die beiden großen musikalischen Vorlieben von College-Studenten dieser Zeit, der Modern Jazz nach dem Bebop und der traditionelle Folk, zusammen. Smith reduzierte die Songs aus der Folktradition auf das Wesentliche von Melodie- und Akkordfolgen und verwandelte sie in eine Art Blues-ähnliches Experiment im coolen Modal Jazz. Bekannte Standards wie ‚Black Is the Color (of My True Love’s Hair)‘, das mit einem erweiterten, unbegleiteten Solo von Smith beginnt, das ein Wunder der Ökonomie ist, werden in völlig neuen und frischen Umgebungen präsentiert. Zu den Höhepunkten des Albums zählt der Autor eine ausgedehnte Meditation über das Spiritual ‚Go Down Moses‘, die das Lied von einem Evangeliumsruf in ein intimes Flüstern verwandele.
David Rickert notierte in All About Jazz zur Neuausgabe des Albums, das interessante Konzept, das Folk Jazz inspirierte, im Wesentlichen die Jazz-Behandlung von Folk-Melodien, werde jedoch nie zu etwas Wertvollem. „Es war ein ziemliches Risiko anzunehmen, dass leichtes Material wie ‚Three Blind Mice‘ und ‚Blow the Man Down‘ jemals zu brauchbarem Jazz gemacht werden könnte, und die meisten Titel swingen nicht so sehr, als dass sie eher schleichen. Es wäre interessant zu sehen, was passiert wäre, wenn die Gruppe unkomplizierten Jazz für das Album aufgenommen hätte, anstatt sich auf ein Konzept festzulegen.“ Nach Ansicht des Autors ist Smith lediglich ein adäquater Solist, und die Rhythmusgruppe, die die Rettung hätte sein können, spiele eher träge. Der einzige, der wertvolle Beiträge hätte leisten können, sei Jim Hall gewesen, der zu diesem Zeitpunkt seiner Karriere brillante Arbeit geleistet habe und oft der beste Teil seiner Aufnahmesessions war. „In der Tat sind Hall-Fans vielleicht die einzigen, die daran interessiert sind, diese glanzlose Sammlung von langweiligem Cool Jazz aufzunehmen, und selbst sie werden möglicherweise passen.“
Die Jazzkritiker Richard Cook und Brian Morton verliehen dem Album in der sechsten Auflage des Penguin Guide to Jazz 3½ (von vier) Sterne; die Autoren lobten Smith’ harmonisch subtile Arrangements und Jim Halls sauberes Comping ersetze ein Klavier und klinge offener und Folk-ähnlicher. Zu den Höhepunkten des Albums zählen Cook/Morton  Black Is the Color (of My True Love’s Hair), das mit Luciano Berios Folk Songs konkurriere.